# Метт Басбі

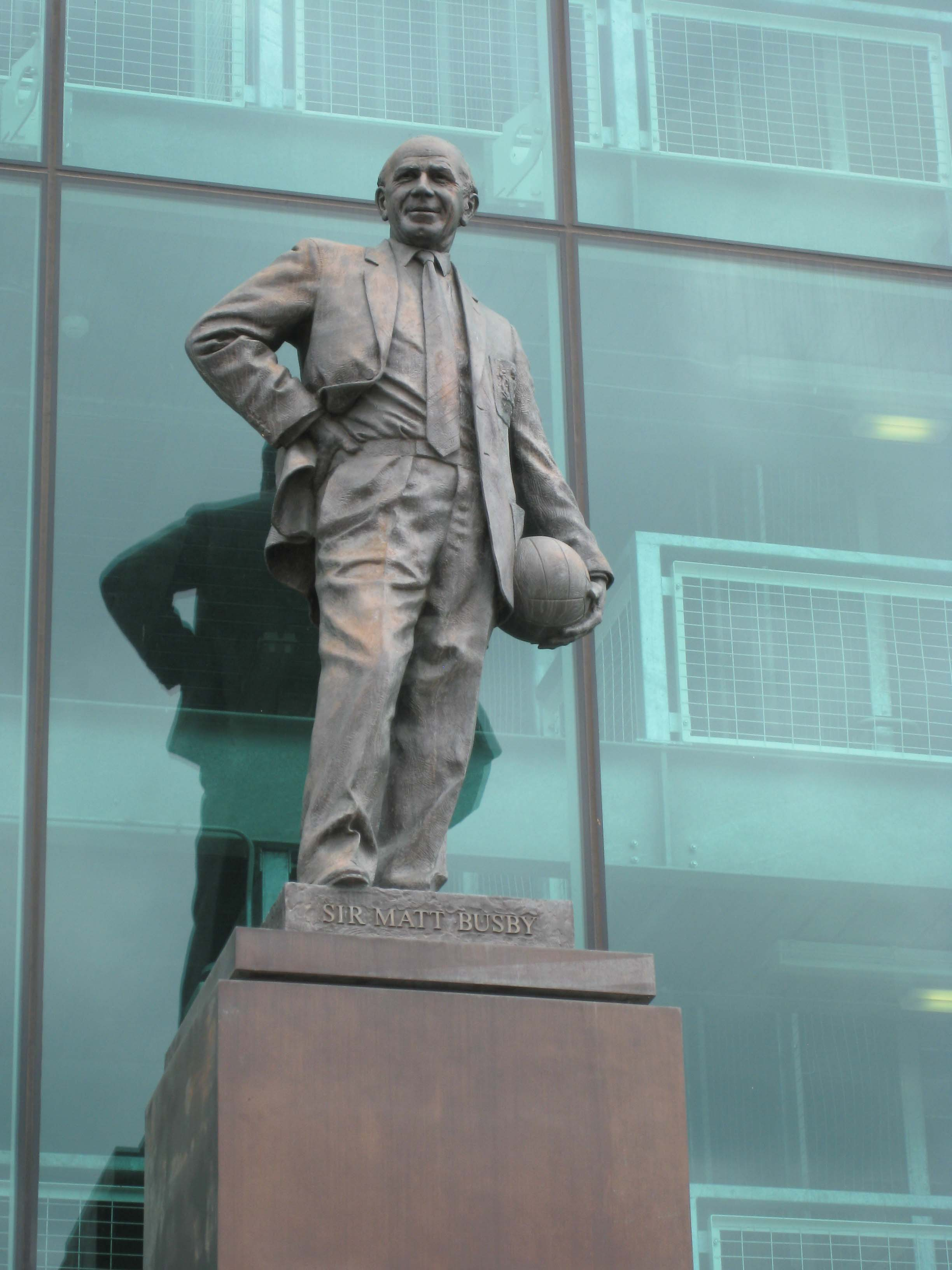
Пам'ятник Метту Басбі біля стадіону Олд Траффорд

Сер Метт Басбі (англ. Matt Busby, 26 травня 1909, Беллсгілл — 20 січня 1994, Манчестер) — шотландський футболіст, захисник. По завершенні ігрової кар'єри — футбольний тренер, багаторічний очільник команди клубу «Манчестер Юнайтед».
Як гравець насамперед відомий виступами за клуби «Манчестер Сіті» та «Ліверпуль».
Володар Кубка Англії. П'ятиразовий чемпіон Англії (як тренер). Дворазовий володар Кубка Англії (як тренер). П'ятиразовий володар Суперкубка Англії з футболу (як тренер). Переможець Ліги чемпіонів УЄФА (як тренер).

## Клубна кар'єра
У дорослому футболі дебютував у 1928 році виступами за команду клубу «Манчестер Сіті», в якій провів вісім сезонів, взявши участь у 226 матчах чемпіонату. Більшість часу, проведеного у складі «Манчестер Сіті», був гравцем захисту основного складу команди. За цей час виборов титул володаря Кубка Англії.
У 1936 році перейшов до клубу «Ліверпуль», за який відіграв 4 сезони. Граючи у складі «Ліверпуля», також здебільшого виходив на поле в основному складі команди. Завершив професійну кар'єру футболіста виступами за команду «Ліверпуль» у 1940 році.

## Виступи за збірну
У 1933 році дебютував в офіційних матчах у складі національної збірної Шотландії, провів за національну команду лише одну гру.

## Кар'єра тренера
Розпочав тренерську кар'єру, повернувшись до футболу після невеликої перерви, у 1945 році, очоливши тренерський штаб клубу «Манчестер Юнайтед». Був тренером команди, яка потрапила в авіакатастрофу під Мюнхеном (на основі цих подій було знято фільм Юнайтед). Працював з командою до 1969 року, а також протягом першої половини 1971 року. Виборов з «Манчестер Юнайтед» численні національні та міжнародні трофеї, ознаменував собою цілу епоху в історії «манкуніанців». Рекорд Басбі за кількістю сезонів, проведених на чолі «Манчестер Юнайтед», було побито лише багатьма десятиріччями пізніше іншим шотландцем, сером Алексом Фергюсоном.
Паралельно з роботою у клубі нетривалий час очолював збірні команди Великої Британії (на Літніх Олімпійських іграх 1948 року) та Шотландії (у 1958).
Помер 20 січня 1994 року на 85-му році життя у місті Чідл.

## Титули і досягнення

### Як гравця
- Володар Кубка Англії (1):

«Манчестер Сіті»: 1933-34

### Як тренера
- Чемпіон Англії (5):

«Манчестер Юнайтед»: 1951-52, 1955-56, 1956-57, 1964-/65, 1966-67
- Володар Кубка Англії (2):

«Манчестер Юнайтед»: 1947-48, 1962-63
- Володар Суперкубка Англії з футболу (5):

«Манчестер Юнайтед»: 1952, 1956, 1957, 1965, 1967
- Переможець Кубка європейських чемпіонів (1):

«Манчестер Юнайтед»: 1967-68

### Індивідуальні досягнення
- Найкращий тренер в історії футболу — 7 місце (ESPN)[1]
- Найкращий тренер в історії футболу — 11 місце (France Football)[2][3][4]
- Найкращий тренер в історії футболу — 36 місце (World Soccer)[5][6]